# VoIP-GSM-шлюз

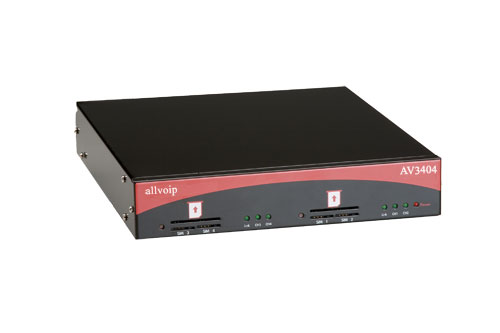
VoIP-GSM-шлюз Allvoip

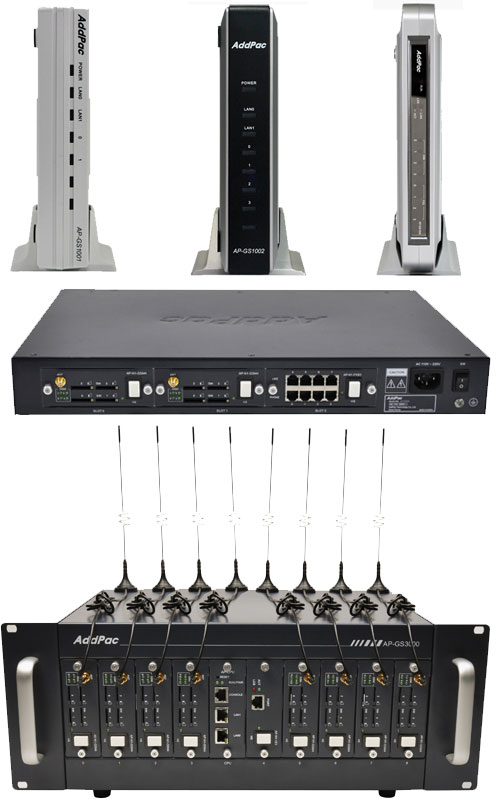
VoIP GSM-шлюзы Addpac

VoIP-GSM-шлюз (SIP-GSM-шлюз) — устройство, предназначенное для прямой трансляции телефонного сигнала из IP-сетей в сотовые и обратно. За счет этого достигается совместимость механизмов экономии, реализуемых путём использования GSM-шлюзов, с современными офисными телефонными системами, основанными на VoIP-технологиях.

## Разновидности
VoIP-GSM-шлюзы можно категоризировать по количеству поддерживаемых GSM-каналов на одноканальные и многоканальные:
- Одноканальные шлюзы предназначены для дома или малых офисов и позволяют совершать одиночные звонки в GSM-сети со стационарных IP-телефонов или с офисной IP-АТС.
- Многоканальные шлюзы рассчитаны на корпоративное использование. Самые высокопроизводительные модели поддерживают до нескольких десятков одновременно задействованных SIM-карт и могут применяться крупными call-центрами для связи с мобильными телефонами клиентов.

## Устройство и принцип действия
Как правило, VoIP-GSM-шлюзы имеют разъём RJ-45 для коммуникации с IP-сетями и от 1 до 31 слота для размещения SIM-карт. Вызовы с подключённых к шлюзу IP-телефонов в соответствии с заранее введёнными настройками перенаправляются на SIM-карты, после чего связь идет уже через сотовые сети. Соответственно, при поступлении на шлюз входящего GSM-звонка коммутация осуществляется в обратном направлении посредством взаимодействия с офисной IP-АТС, предоставляющей опции донабора внутреннего номера абонента.

### Дополнительные возможности
VoIP-GSM-шлюзы также могут иметь дополнительные интерфейсы FXO/FXS для подключения к традиционным аналоговым телефонным каналам (внешние или внутренние линии офисной АТС, телефонный аппарат). Преимущества таких шлюзов в том, что они заменяют сразу два отдельных устройства: VoIP-шлюз и GSM-шлюз.

## Преимущества

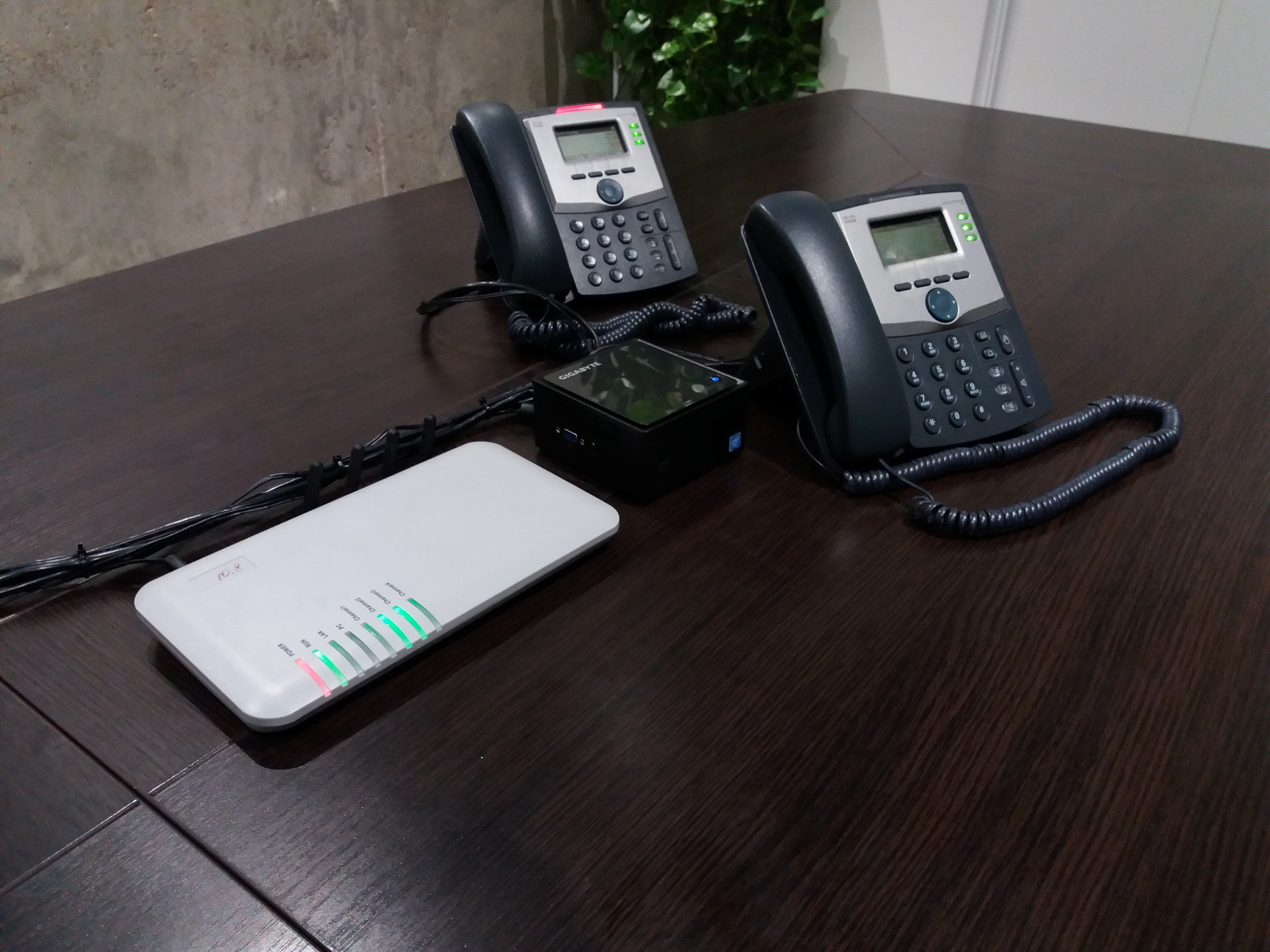
Интеграция мобильной телефонии с использованием VOIP-шлюза GOIP-4 в корпоративную, построенную на Asterisk

VoIP-GSM-шлюзы в основном применяются для снижения затрат на разговоры офисных сотрудников с мобильными абонентами. При оптимальном выборе тарифных планов звонки по схеме «IP офис → VoIP-GSM шлюз → мобильный абонент» могут быть на 60 % дешевле, чем соединение «IP офис → оператор IP телефонии → мобильный абонент». Кроме того, шлюзы, оснащенные функцией «Call Back», позволяют мобильным абонентам звонить в офис бесплатно благодаря тому, что шлюз при поступлении на него входящего звонка автоматически его сбрасывает и самостоятельно перезванивает на определившийся номер.